# Veselá (okres Semily)
Veselá je obec v okrese Semily v Libereckém kraji. Žije zde 237 obyvatel. Obcí protéká potok Veselka, který pramení pod Skuhrovem a ve Ktové se vlévá do Libuňky. 

## Historie
První písemná zmínka o obci Veselá pochází pravděpodobně z roku 1616 z pamětní knihy města Rovenska. Název obce Veselá (původně Veselí) je odvozeno od místa, kde byla osada založena - na místě otevřeném, jasném, veselém. Kolem roku 1640 byla vesnice přidělena k rychtě Štěpánovické. V roce 1654 uvádí berní rula Štěpánovická ve vsi jmenovitě 7 sedláků, 4 chalupníky, 1 šindeláře, 1 bednáře a jednoho živnostníka na Vranovsku.  V dolní části Veselé byla v roce 1938 otevřena nová budova školy. Po druhé světové válce byly ve Veselé tři hospody a dva obchody. Také v Kotelsku byl obchod i hospoda. Hostinec byl v č.p. 36 u Těhníků a to do roku 1960, v roce 1998 je dům zbourán. V roce 1988 byla ve Veselé vystavena budova prodejny smíšeného zboží a pošty v rámci Akce Z.

## Přírodní poměry

### Fauna a flora
Místní lesy a louky obývají hojně rozšířené druhy savců (srnec obecný, zajíc polní, liška obecná, prase divoké). Dále se zde vyskytují muflon evropský, kuna skalní, jezevec lesní či tchoř tmavý. Ze zástupců ptačí říše lze jmenovat například poštolku obecnou, datla černého, káně lesní, motáka pochopa, konipase horského, skřivana polního, krkavce velkého, čápa černého a volavku popelavou. V blízkosti potoků a vodních nádrží je možné spatřit ropuchu obecnou, skokana hnědého, čolka obecného. V Černé rokli byl pozorován i v ČR silně ohrožený mlok skvrnitý. Luční kvítí poskytuje potravu pro včelu medonosnou, čmeláka zemního, otakárka ovocného, dlouhozobku svízelovou nebo vřetenušku obecnou. Hojně rozšířen je zde původně subtropický druh pavouka křižák pruhovaný.

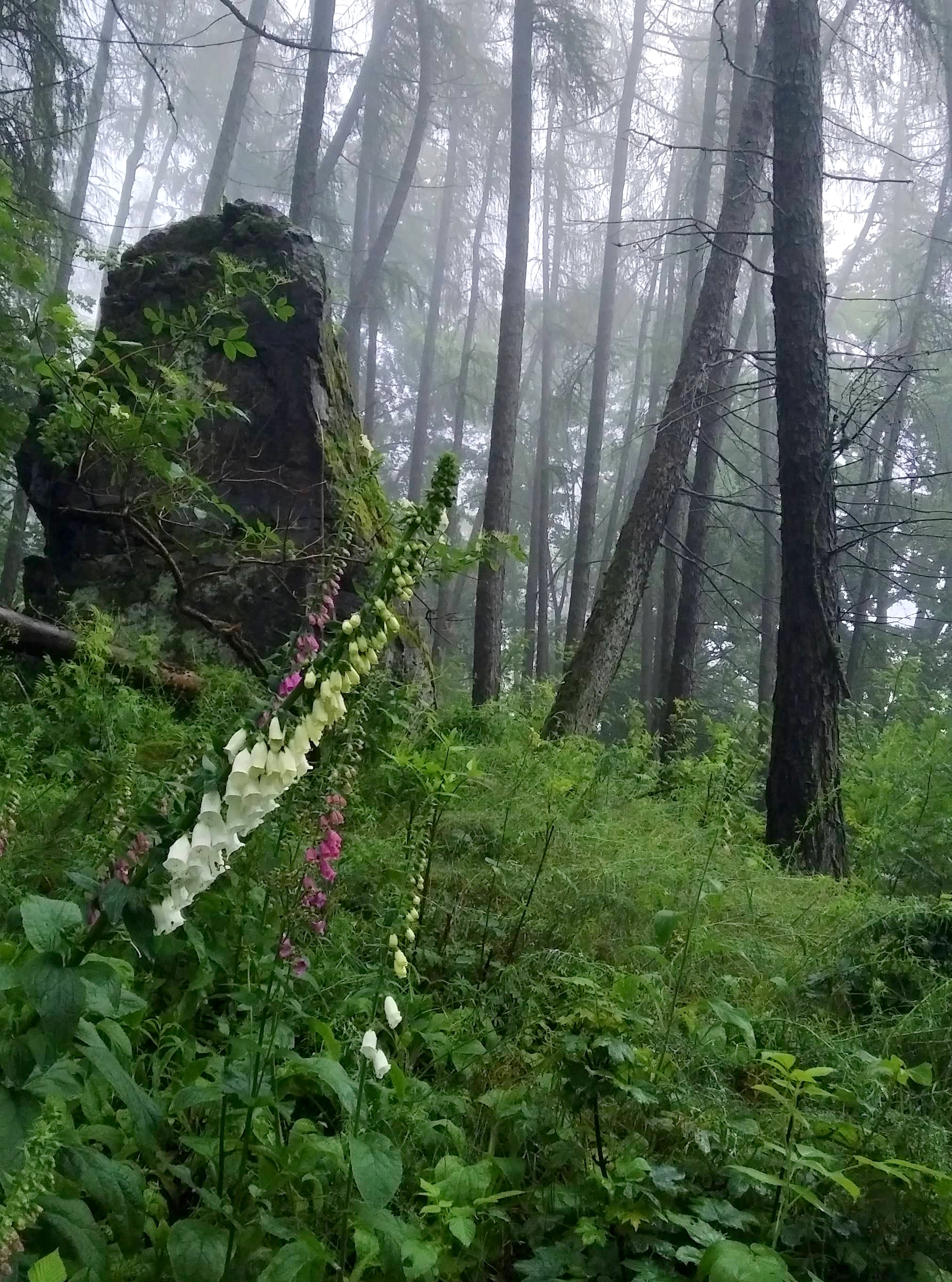
Melafyrová skalka a náprstníky v Černé rokli

Ze zajímavějších zástupců lesní flóry v blízkém okolí obce lze zmínit především náprstník červený, vraní oko čtyřlisté, osladič obecný, konvalinku vonnou, kokořík mnohokvětý. Na lukách se hojně vyskytuje lupina (vlčí bob), hvozdík kartouzek, pryšec obecný, zběhovec lesní, hadinec obecný. Nejzajímavější luční rostlinná společenstva se nacházejí na obnažených skalních výchozech vystupujících z podloží. Mezi divoké skalničky, které je zde možné spatřit, patří například rozchodník ostrý.

### Geologie
Blízký vrch Kozákov byl v období třetihor činnou sopkou a oblast byla vulkanicky aktivní. V okolí lze proto spatřit četné výchozy, skalky a několik bývalých lomů, které jsou tvořeny výlevnou horninou, tzv. melafyrem (zelenošedý až fialovošedý bazaltický andezit). Tato hornina je velmi významná díky přítomnosti tzv. mandlí, což jsou protáhlé pecky zelené barvy, které vznikly jako výplň dutinek po sopečných plynech. Mandle v místních melafyrech jsou tvořeny především amorfními křemennými polodrahokamy: chalcedony a acháty. Nezřídka lze v mandlích nalézt také křišťál, záhnědu či ametyst. Oblast Podkrkonoší (resp. podkrkonošský permokarbon) je hlavní lokalitou s výskytem takových polodrahokamů v ČR. 
Jeden z bývalých čedičových lomů se nachází severovýchodně od Veselé při cestě k bývalé plovárně, jižně od osady Bezděčín. Další lom je při polní cestě ke Rváčovu v místní části Hora, asi jeden kilometr východně od veselské návsi.
Přímo v obci se v korytě a březích meandrujícího potoka Veselka nachází výchozy kalenského obzoru, tvořené vápnitými jílovci a prachovci. V nich lze nalézt fosilní zbytky prvohorní permské fauny a flóry (období před 298–252 milionu let). Je to nejlepší paleontologická lokalita permu této oblasti.

## Obyvatelstvo
| Rok            | 1869 | 1880 | 1890 | 1900 | 1910 | 1921 | 1930 | 1950 | 1961 | 1970 | 1980 | 1991 | 2001 | 2011 | 2021 |
| -------------- | ---- | ---- | ---- | ---- | ---- | ---- | ---- | ---- | ---- | ---- | ---- | ---- | ---- | ---- | ---- |
| Počet obyvatel | 782  | 724  | 777  | 722  | 674  | 611  | 524  | 318  | 329  | 263  | 264  | 225  | 219  | 206  | 232  |
| Počet domů     | 123  | 130  | 136  | 136  | 137  | 133  | 133  | 128  | 106  | 93   | 83   | 122  | 120  | 122  | 122  |

## Obecní správa

### Části obce
- Veselá
- Bítouchov
- Kotelsko
- Vranovsko
- Žďár

### Obecní symboly
Znak a vlajka byly obci uděleny rozhodnutím předsedy Poslanecké sněmovny Parlamentu České republiky dne 12. května 2016. Ve znaku, stříbrném štítě, je zvýšené zelené trojvrší, z něhož mezi prostředním a levým vrchem vyrůstá zelený listnatý strom s černým kmenem (odkaz na místní památný dub). Z pravého rohu vyniká červené slunce s pěti paprsky, každý ze slunečních paprsků symbolizuje jednu osadu (část obce). V trojvrší je stříbrné vlnité břevno symbolizující potok.

## Život v obci

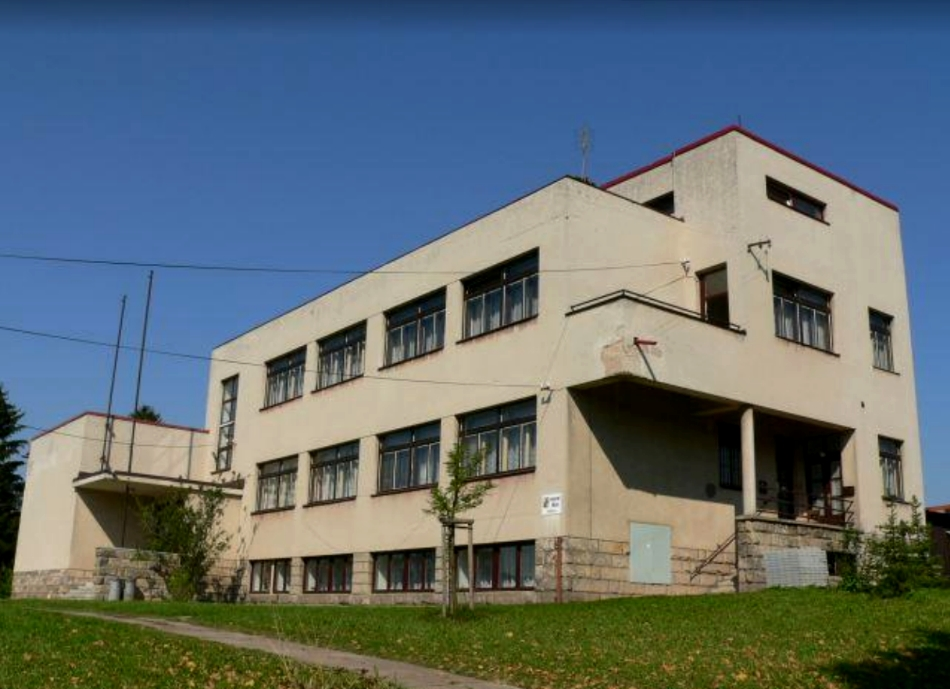
Bývalá veselská škola, nyní sídlo OÚ

Centrum obce tvoří náves trojúhelníkového tvaru, jejíž stranou prochází silnice III. třídy spojující křižovatku Zelený háj a Rovensko pod Troskami. Ve středu návsi je kruhová kašna z liberecké žuly, odpočinkový altán s lavičkami a tři mohutné lípy. Dominantními stavbami ve středu obce jsou hasičská zbrojnice a kaple svatého Jana Křtitele. Na místním hřbitově se nachází pomník padlým za první světové války. Na katastru obce se také nachází památný dub, plovárna z roku 1935 (dnes již nefunkční) a dva rybníky, vystavěné pro potřeby závlahy v osmdesátých letech, dnes využívány pro rekreační a sportovní rybolov. Funkcionalistická budova bývalé školy je z hlediska současného kulturního života v obci (a také z hlediska historického) nejdůležitější budovou. V současnosti zde sídlí Obecní úřad a jsou zde pořádány kulturní a společenské akce. Před školou je víceúčelové sportovní hřiště s umělým povrchem a dětské hřiště. Pohostinství není v současné době v obci žádné. Řemesla a živnosti se v obci udržely jen ojediněle. Drobné provozovny jsou zřízeny většinou u rodinných domů. Většina místních obyvatel zaměstnaných přímo v obci jsou soukromí zemědělci, kteří se zaměřují hlavně na provozování živočišné výroby, velikostně je lze zařadit mezi drobné rodinné farmy. 

### Spolky
Na kulturním a společenském dění v obci se podílejí Veselské ženy, z.s. a Sbor dobrovolných hasičů. Obě organizace se střídají v pořádání tanečních zábav a plesů.

##### Sbor dobrovolných hasičů Veselá
Působí v obci od roku 1894. Sbor má k dispozici hasičskou zbrojnici, automobil a požární techniku, se kterou se pravidelně účastní nejen hasičských cvičení a soutěží, ale také zásahů v rámci JPO 5 zřízené obcí. Soutěžní družstvo žen je velmi úspěšné a např. v roce 2020 vyhrálo Night cup – seriál nočních soutěží. Každoročně hasiči pořádají Hasičský ples. Dále také v obci zajišťují sběr železného odpadu.

##### Veselské ženy, z.s.
Spolek byl založen v roce 1978 jako Český svaz žen a dnes má více než 25 členek. Ženy tradičně pořádají masopustní průvod a maškarní ples “Babí hop”. V posledních 20 letech ženy organizují letní prázdninový tábor pro děti. Ženy ve spolupráci s hasiči také pro děti každoročně připravují Mikulášskou nadílku a dětský karneval.

## Pamětihodnosti
- Škola ve Veselé, funkcionalistická budova vystavěná v letech 1935-1938
- Dub ve Veselé, památný strom v polích severozápadně od obce, na břehu potoka tvořícího hranici katastrů Veselá/Kotelsko, asi 100 m jižně od samoty Na Podlouzku
- Kaple svatého Jana Křtitele
- Socha svatého Jana Křtitele, v těsném sousedství kaple
- Pomník obětem první světové války, ve střední části místního hřbitova
- Sousoší Kalvárie v Kotelsku z roku 1776 od sochaře Františka Fialy z Turnova
- stavby regionální lidové architektury (několik stavení ve Veselé, Kotelsku, Bítouchově)

## Fotogalerie

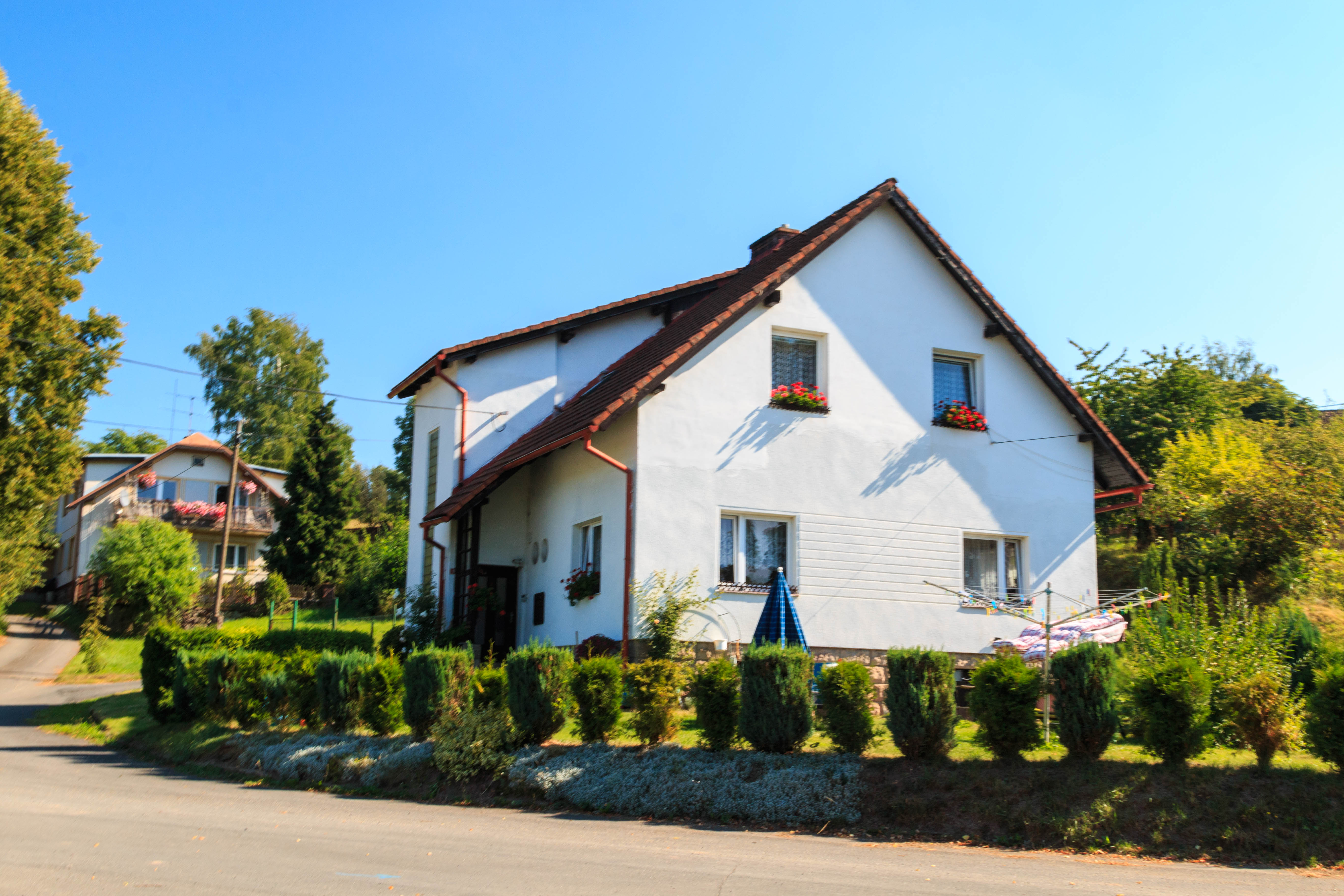
Dům č.p. 18
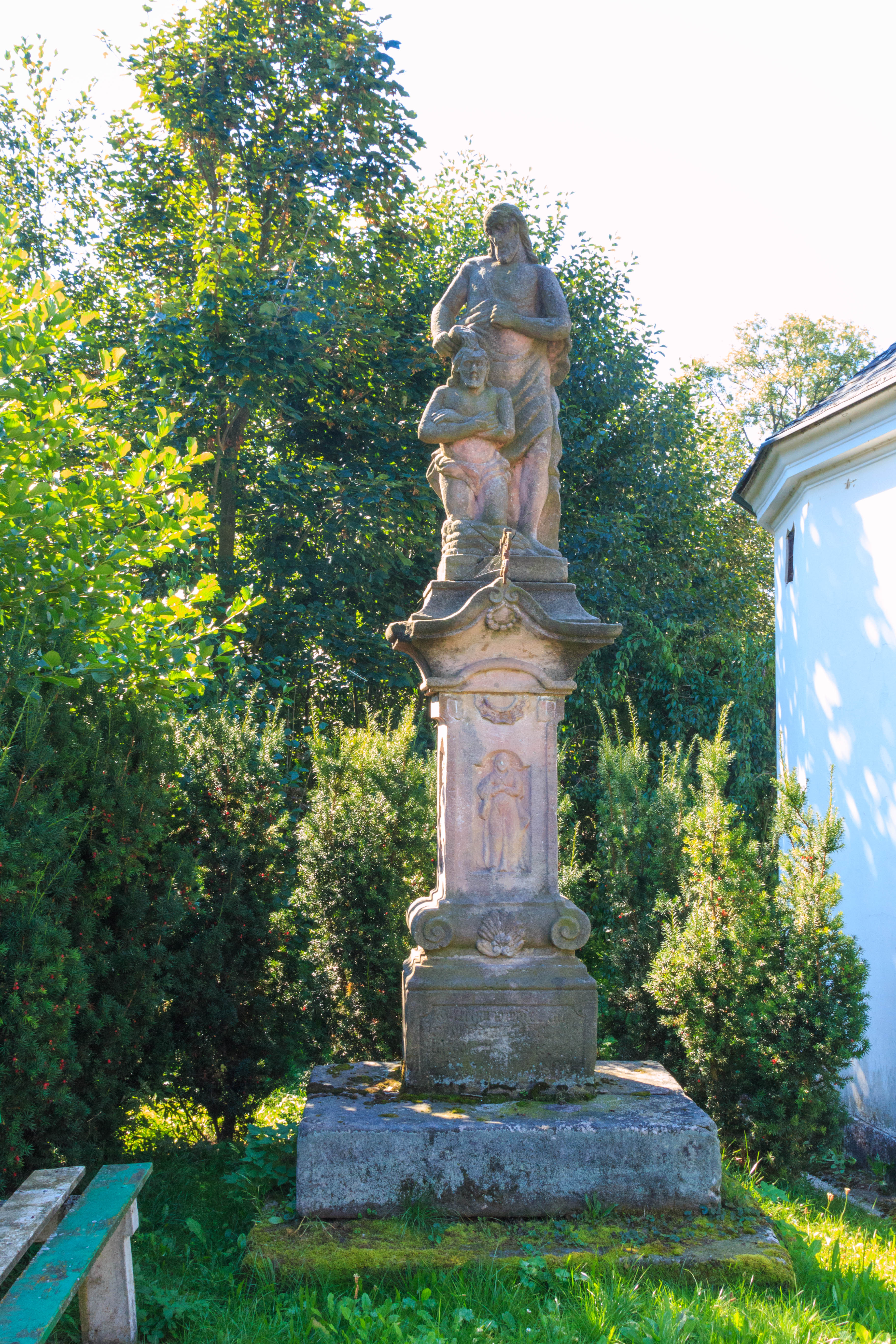
Socha svatého Jana Křtitele
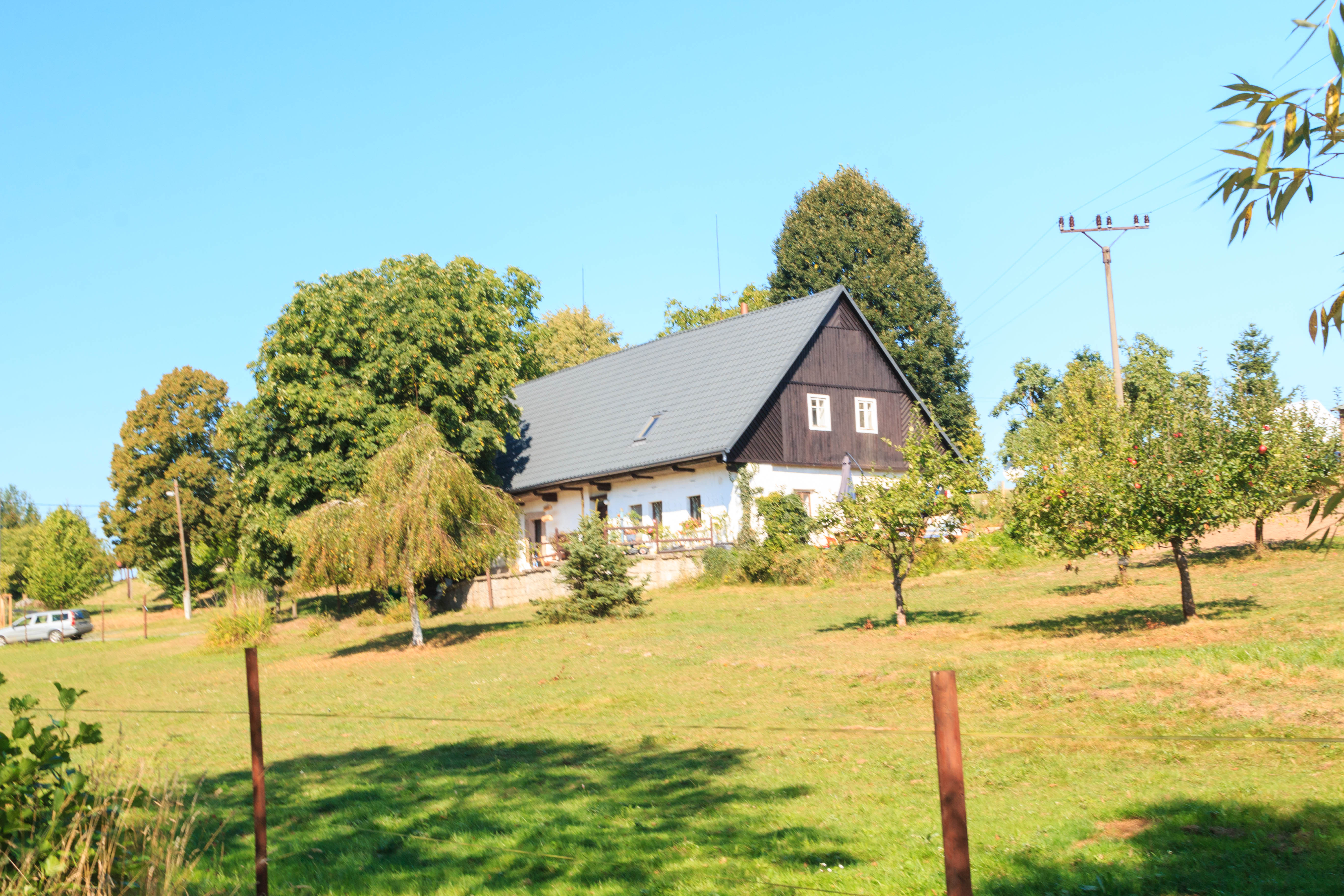
Dům č.p. 50
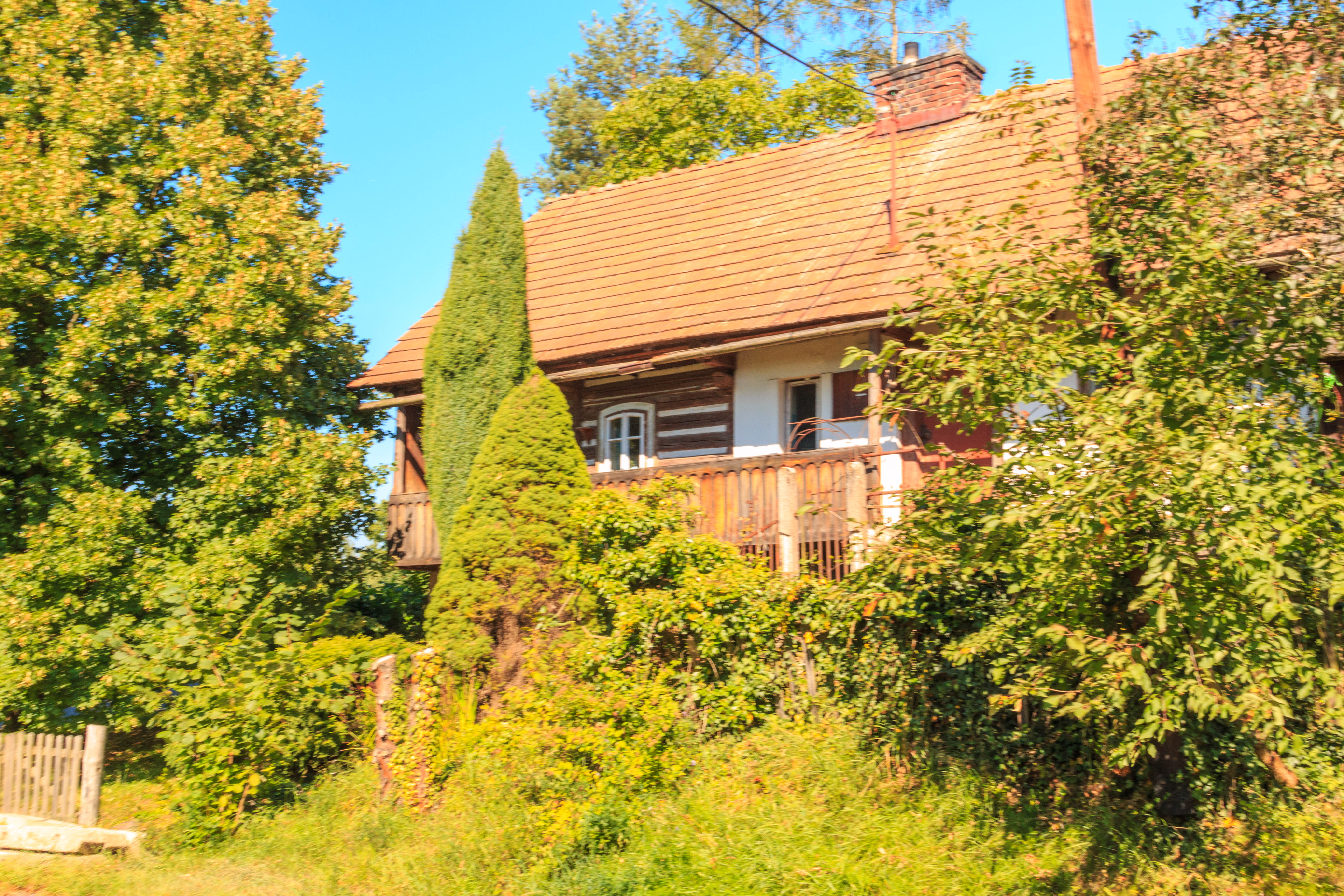
Dům č.p. 51
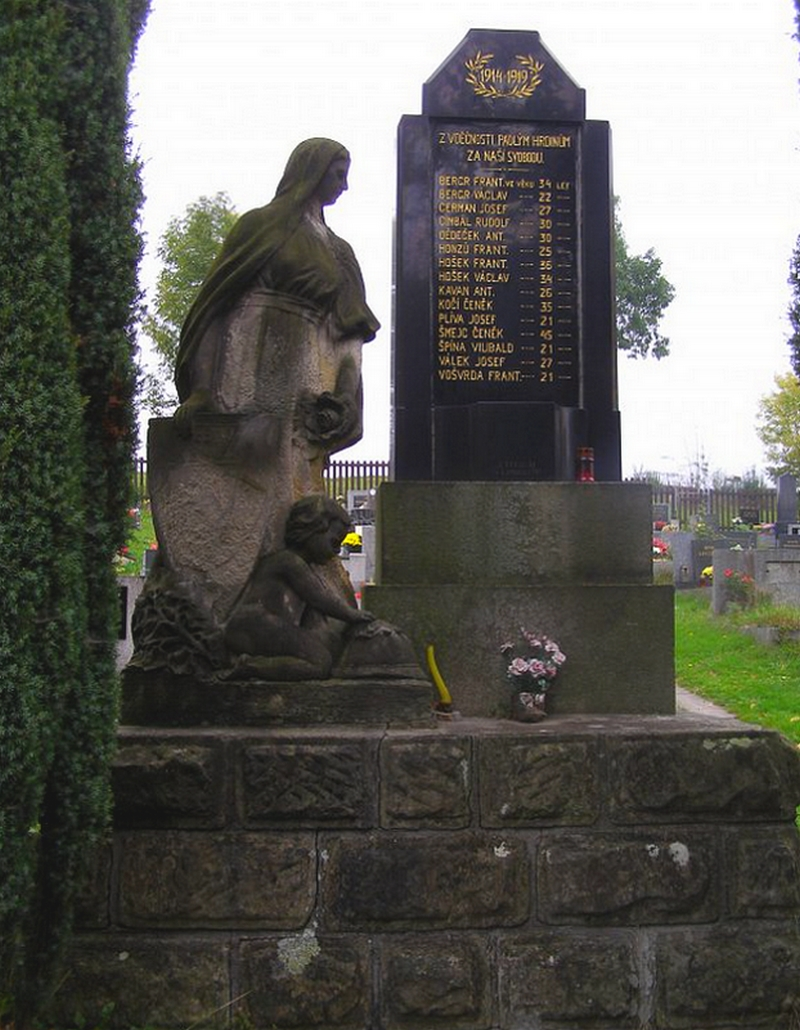
Pomník obětem 1. světové války
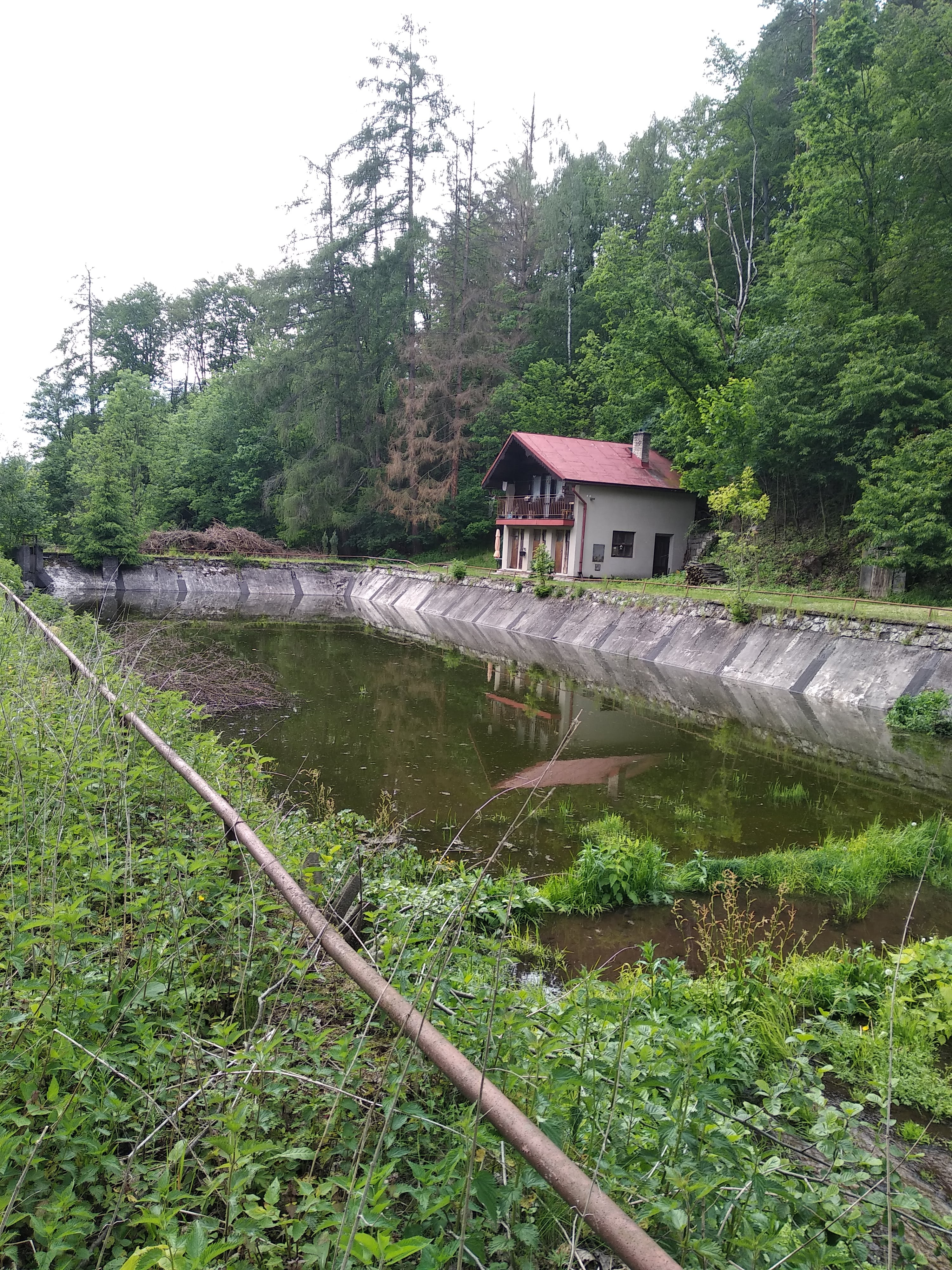
Bývalé koupaliště z 30. let 20. století